# آرنه هاوغن سورينسن
آرنه هاوغن سورينسن (بالدنماركية: Arne Haugen Sørensen)‏ هو رسام دنماركي، ولد في 27 أبريل 1932 في كوبنهاغن في الدنمارك.